# Elizabethtown (Nowy Jork)
Elizabethtown – miasto w Stanach Zjednoczonych, w stanie Nowy Jork, w hrabstwie Essex.